# Chu Khiết Quỳnh
Chu Khiết Quỳnh (giản thể: 周洁琼; phồn thể: 周潔瓊; bính âm: Zhōu Jiéqióng, Việt bính: zau1 git3 king4, sinh ngày 16 tháng 12 năm 1998), thường được biết đến với nghệ danh Jieqiong hay Kyulkyung (tại Hàn Quốc), hay nghệ danh cũ Pinky là một ca sĩ, diễn viên, người Trung Quốc. Cô là cựu thành viên nhóm nhạc Pristin và nhóm nhỏ Pristin V do công ty giải trí Hàn Quốc Pledis Entertainment thành lập và quản lý.
Cô là cựu thành viên nhóm nhạc nữ I.O.I, nhóm nhạc dự án hoạt động trong vòng 10 tháng từ tháng 4/2016 đến cuối tháng 1/2017 dưới quyền quản lý của công ty YMC Entertainment. Kyulkyung còn là thành viên chính thức của nhóm nhạc nữ mới của Pledis Entertainment tên là Pristin ra mắt vào tháng 3 năm 2017 và đã tan rã ngày 24 tháng 5 năm 2019. Cho đến ngày 26 tháng 3 năm 2020, cô đã chính thức rời khỏi công ty này  và quay trở về Trung Quốc tiếp tục sự nghiệp và các hoạt động cá nhân.

## Tiểu sử
Châu Khiết Quỳnh sinh ra tại Thai Châu, Chiết Giang, Trung Quốc. Cô là con lớn trong gia đình có ba người con, sau cô có em trai và em gái. Thần tượng của Khiết Quỳnh là f(x), After School và Girls' Generation. Năm 2010, cô trở thành thực tập sinh của Pledis Entertainment.
Trước khi gia nhập Pledis, cô học cấp hai tại Học viện âm nhạc Thượng Hải - Khoa Nhạc cụ Trung Hoa . Năm 2017, cô tốt nghiệp Trường Trung học Biểu diễn Nghệ thuật Seoul là nơi theo học của nhiều nghệ sĩ nổi tiếng như Joy (Red Velvet), Sulli (f(x)), Suzy (MissA), Eunha (GFriend) .

## Sự nghiệp

### Trước khi ra mắt
Trước khi ra mắt, Khiết Quỳnh nằm trong chương trình đào tạo nhóm nhạc nữ thế hệ thứ sáu của Pledis Entertainment. Năm 2013, cô xuất hiện trong SEVENTEEN TV. Mùa hè năm 2014, cô tham gia vào nhóm nhảy cho chiến dịch quảng bá của tiền bối Orange Caramel.
Năm 2015, Khiết Quỳnh xuất hiện trong MV "Mansae" của Seventeen.

### 2015-2016: Tham giaProduce 101và ra mắt với I.O.I

#### Produce 101
Cuối năm 2015, Chu Khiết Quỳnh xuất hiện trong trailer đầu tiên của chương trình Produce 101. Tiết mục của cô là một ca khúc cổ truyền của Trung Quốc với cây đàn tỳ bà.
Ngày 22 tháng 1 năm 2016, trong tập 1 của chương trình, Khiết Quỳnh có màn biểu diễn ca khúc "Bang" của After School cùng các thành viên cùng công ty là Im Na-young, Kim Min Kyeung, Kang Kyung-won, Jung Eun-woo, Kang Yae Bin, và Park Xi-yeon.
Trong tập 5 của chương trình, Kyulkyung nhận được sự bình chọn cao nhất từ các thành viên khác với danh hiệu Visual số 1.
Trong tập 10, Khiết Quỳnh lần thứ 2 nhận được sự bình chọn cao nhất từ các thực tập sinh khác trong cuộc bình chọn "Thực tập sinh được yêu thích nhất - Bạn muốn Debut cùng ai?"
Trong nhiệm vụ thứ hai của chương trình, cô nhận được nhiều phản hồi tích cực của cư dân mạng khi đã giúp Kim So-hye của Redline Entertainment trong việc thực hiện vũ đạo ca khúc "Full Moon" của tiền bối Sunmi. Kể từ đây cô cũng khá thân thiết với Chae-yeon, thí sinh cùng nhóm nhảy và là thực tập sinh của MBK Entertainment (sau này đã debut với vị trí thứ 7).

#### Ra mắt với I.O.I
Trong tập cuối của chương trình Produce 101, Châu Khiết Quỳnh đã chính thức trở thành thành viên thứ sáu của I.O.I với tổng lượt bình chọn trong đêm chung kết là 218,338 lượt . Ở đêm bán kết, xếp hạng của Khiết Quỳnh bị tụt mạnh từ hạng 6 xuống hạng 19, nhưng trong đêm chung kết, cô đã quay trở lại thứ hạng thứ 6.
| Lần đánh giá                          | Ca khúc              | Xếp hạng |
| ------------------------------------- | -------------------- | -------- |
| Ca khúc debut của một số nhóm nhạc nữ | I Don't Know (Apink) | 4        |
| Dance/Vocal/Rap                       | Full Moon (Sunmi)    | 6        |
| Biểu diễn theo concept                | 24 Hours             | 19       |
| Final Epsode                          | Crush (with Top 22)  | 6        |

Ngày 5 tháng 4 năm 2016, Khiết Quỳnh cùng I.O.I giới thiệu M/V đầu tay "CRUSH" .

Ngày 19 tháng 4 năm 2016, cô xuất hiện trong teaser của chương trình truyền hình thực tế riêng của I.O.I mang tên "Stand-by IOI" bao gồm 2 tập với độ dài tổng thể là 90 phút. Tập 1 phát sóng ngày 22 tháng 4 và tập 2 phát sóng ngày 29 tháng 4.

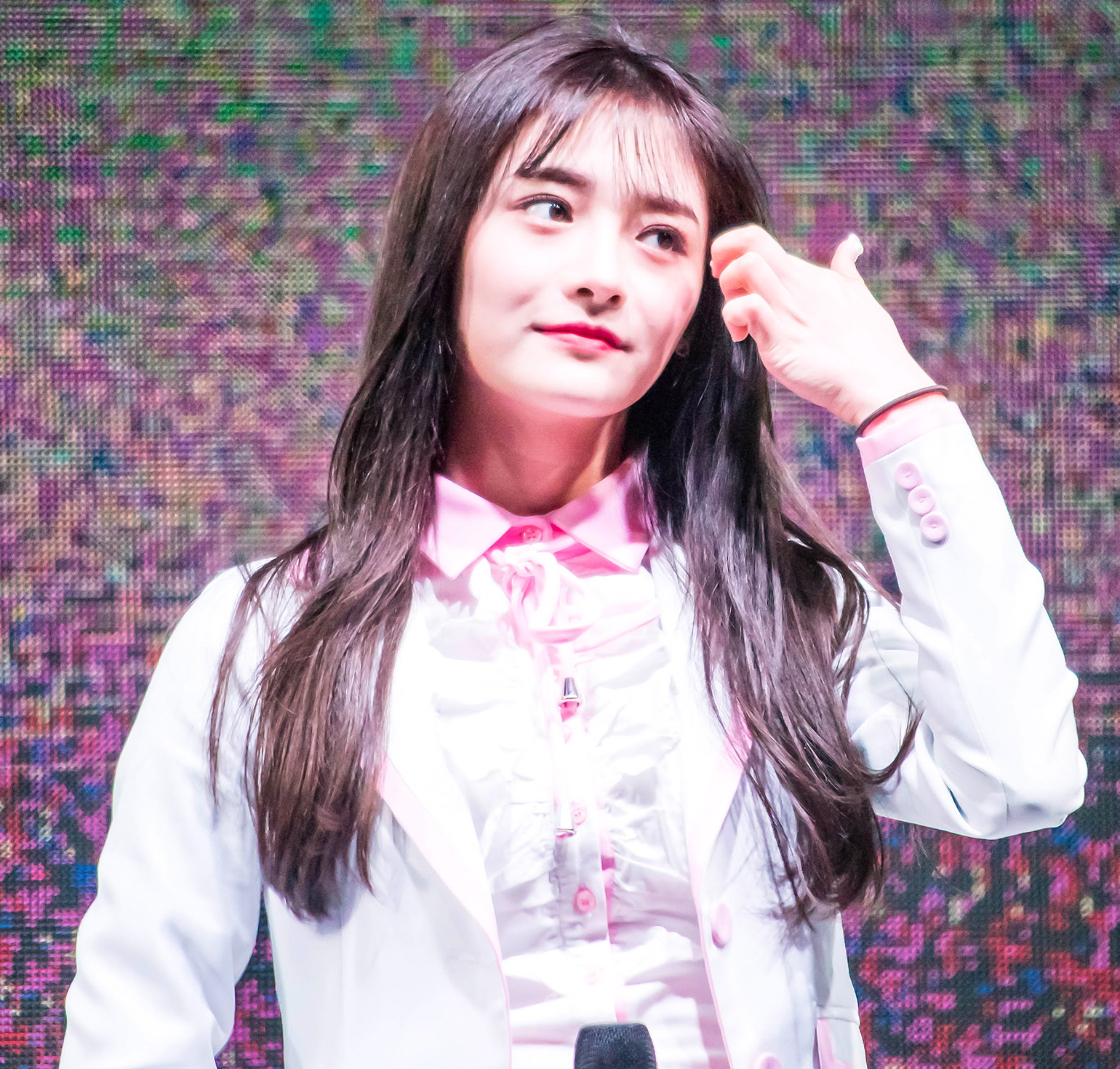
Khiết Quỳnh trong một buổi biểu diễn của I.O.I ngày 19 tháng 12 năm 2016

Đúng 12 giờ trưa (KST) ngày 4 tháng 5, Khiết Quỳnh cùng I.O.I phát hành album đầu tay "Chrysalis" gồm 7 ca khúc. Cùng lúc đó MV ca khúc chủ đề "Dream Girls" cũng chính thức được phát hành trên trang chủ Youtube của YMC Entertainment và 1theK (원더케이). Ca khúc nhanh chóng đạt hơn 1 triệu lượt xem chỉ trong vòng 12 giờ.
Khiết Quỳnh cùng I.O.I bắt đầu chiến dịch quảng bá "Dream Girls" từ ngày 5 tháng 5 trên sân khấu Mnet M Countdown, SBS The Show và sau đó là được sự cho phép của đài truyền hình quốc gia Hàn Quốc KBS để biểu diễn tại KBS Music Bank (từ ngày 20 tháng 5). Cùng ngày 5 tháng 5, cô tham dự showcase debut và fan meeting ở sân vận động Jangchung cùng với I.O.I.
Ngày 10 tháng 6, YMC Entertainment công bố nhóm nhỏ đầu tiên của I.O.I bao gồm 7 thành viên gồm có So-mi, Yoo-jung, Chung-ha, So-hye, Khiết Quỳnh, Do-yeon và Na-young. Nhóm nhỏ vẫn sẽ quảng bá dưới tên I.O.I . Vào ngày 24 tháng 6, YMC Entertainment thông báo nhóm nhỏ sẽ sớm ra mắt trong tháng 8 .
Ngàu 4 tháng 8 năm 2016, YMC Entertainment tung ra teaser ca khúc của nhóm nhỏ đầu tiên, "Whatta Man (Good Man)" nằm trong album đĩa đơn cùng tên . Ngày 9 tháng 8, album đĩa đơn và video âm nhạc của bài hát chủ đề chính thức được phát hành.

### 2017- 2019: Ra mắt với Pristin và các hoạt động cá nhân
Ngày 30 tháng 1 năm 2017, I.O.I chính thức tan rã sau concert cuối cùng Time Slip . Sau đó, các thành viên sẽ quay về công ty quản lý cũ và tiếp tục hoạt động của mình.
Ngày 21 tháng 3, Kyulkyung ra mắt với nhóm nhạc nữ do Pledis Entertainment thành lập và quản lý, Pristin (tên cũ là Pledis Girlz) trong mini-album đầu tiên HI! Pristin  .Cô đảm nhận vai trò nhảy chính, visual và ngoại hình của nhóm.
Đầu năm 2018, cô được chọn trở thành cố vấn vũ đạo trong chương trình truyền hình sống còn, Idol Producer.
Ngày 17 tháng 5 năm 2018,Pledis Entertainment cho đăng tải teaser chuẩn bị ra mắt nhóm nhạc mới và cũng là nhóm nhỏ của Pristin mang tên Pristin V, bao gồm các thành viên: Kyulkyung cùng Na-young, Rena, RoA và Eun-woo. Ngày 28 tháng 5 năm 2018, Pristin V chính thức ra mắt cùng với bài hát chủ đề Get It. 
Ra mắt SOLO tại Trung Quốc vào ngày 6 tháng 9 năm 2018.
Và hiện tại nhóm đã tan rã ngày 24 tháng 5 năm 2019 .
Tháng 9 năm 2019, do xảy ra nhiều vấn đề nghiêm trọng trong quá trình hợp tác và xem xét kỹ lưỡng việc phát triển sự nghiệp, Chu Khiết Quỳnh đã chính thức đệ đơn kiện công ty PLEDIS ENTERTAINMENT và Xingcan Shengshi (Bắc Kinh) Entertainment thông qua luật sư vào ngày 10 tháng 9, 2019. Công ty có văn bản đề nghị chấm dứt hợp đồng quản lý nghệ sĩ.

### Kể từ nửa cuối năm 2019, trở lại Trung Quốc để phát triển
Sau khi vụ kiện với Pledis Entertainment kết thúc, cô trở về Trung Quốc tham gia diễn xuất và xuất hiện trên các chương trình truyền hình.

## Âm nhạc

### Đĩa đơn
| Đĩa đơn# | Thông tin                                                                      | Tên    |
| 1st      | 《Why》 - Ngày phát hành: 6 tháng 9 năm 2018 - Ngôn ngữ: tiếng Trung phổ thông | 1. Why |

### OST
| Năm  | Tên                                | Tên gốc        | Tên chương trình                 | Công tác với                   |
| 2018 |                                    | 交給哥哥吧     | Ca ca đưng làm loạn nữa          |                                |
| 2018 | Chào bạn cùng phòng                | Hi室友         | Chào bạn cùng phòng              | Thành viên Chào bạn cùng phòng |
| 2018 | Vì em làm thơ                      | 为你写诗       | Vì em làm thơ                    | Uông Tô Lang                   |
| 2019 | Nhìn theo anh, dõi theo em         | 看你看我       | Thích anh, em cũng vậy           | Vương Tử Dị                    |
| 2020 | Tiểu Thiết Hỷ                      | 小窃喜         | Đại đường nữ pháp y              |                                |
| 2020 | Thiên Lại                          | 天籁           | Đại đường nữ pháp y              |                                |
| 2021 | Dance with me again                | 再次和我起舞吧 | Sunny Sisters                    | Diễn viên Sunny Sisters        |
| 2021 |                                    | VVS            | Sân khấu bùng nổ                 | Thành viên Sân khấu bùng nổ    |
| 2021 |                                    | Forever Young  | Flash Band                       | Thành viên Flash Band          |
| 2022 | Gần kế trái tim                    | 心贴近         | Công chúa của ảnh đế             |                                |
| 2022 | Em ở bên trái, trái tim ở bên phải | 你在左，心在右 | OST Thích anh, em cũng vậy mùa 3 | Tần Tiêu Hiền                  |

## Cùng sáng tác
| Ngày phát hành | Tên         | Thuộc album       | Trình diễn | Vai trò    | Vai trò    |
| Ngày phát hành | Tên         | Thuộc album       | Trình diễn | Lời        | Sáng tác   |
| 2017年1月20日  | 线          | Concert Time Slip | I.O.I      | Green tick | Green tick |
| 2017年3月21日  | Over n Over | HI! PRISTIN       | PRISTIN    | Green tick |            |
| 2017年11月29日 | Glass Shoes | Bài hát ra mắt    | fromis_9   |            | Green tick |

## Điện ảnh và truyền hình
Chỉ liệt kê các tác phẩm điện ảnh và truyền hình cá nhân của Chu Khiết Quỳnh. Để biết thêm thông tin, vui lòng tham khảo danh sách tác phẩm điện ảnh và truyền hình I.O.I và PRISTIN.

### Video âm nhạc
| Năm  | Ngày        | MV              | Trình diễn           | Cộng tác với | Ghi chú                                                                 |
| 2014 | 17 tháng 8  | My Copycat      | Orange Caramel       | Im Na-young, Kim Min Kyeung, Kang Kyung-won, Jung Eun-woo, Kang Yae Bin, Bae Sung-yeon và Park Xi-yeon (PLEDIS Girlz) | Tham gia ghi hình với tư cách là thực tập sinh của Pledis Entertainment |
| 2015 | 10 tháng 9  | Mansae          | Seventeen            | Jung Eun-woo, Kang Yae Bin (PLEDIS Girlz)                                                                             | Tham gia ghi hình với tư cách là thực tập sinh của Pledis Entertainment |
| 2015 | 17 tháng 12 | PICK ME         | PRODUCE 101          | — | Tham gia ghi hình với tư cách là thực tập sinh PRODUCE 101              |
| 2016 | 11 tháng 4  | Crush           | I.O.I                | — | Tham gia ghi hình với tư cách là thực tập sinh I.O.I                    |
| 2016 | 22 tháng 12 | Together as One | Hooxi, the Beginning | Ailee, Kim Yoo-jung...và cộng sự                                                                                      | Tham gia ghi hình với tư cách là thành viên của nhóm I.O.I              |

### Chương trình truyền hình
| Năm  | Tên tiếng Anh                         | Mạng           | Vai trò               | Ghi chú                                                                                   |
| ---- | ------------------------------------- | -------------- | --------------------- | ----------------------------------------------------------------------------------------- |
| 2016 | Produce 101                           | Mnet           | Thí sinh Vị trí thứ 6 | [ 18 ]                                                                                    |
| 2016 | Stand-by I.O.I                        | Mnet           | –                     | Cùng với I.O.I                                                                            |
| 2016 | I.O.I's Mysterious City               | SBS            | –                     | Cùng với Na-young, Chung-ha, So-hye, Yoo-jung, Do-yeon, So-mi                             |
| 2016 | LAN Cable Friends I.O.I               | Mnet           | –                     | Cùng với Na-young, Chung-ha, So-hye, Yoo-jung, Do-yeon, So-mi                             |
| 2016 | Talents For Sale                      | KBS2, V LIVE   | Khách mời             | Cùng với I.O.I(Tập 1,2)                                                                   |
| 2016 | Two Yoo Project — Sugarman            | JTBC           | Khách mời             | Cùng với I.O.I(Tập 23)                                                                    |
| 2016 | Knowing Bros                          | JTBC           | Host                  | Cùng với I.O.I(Tập 28)                                                                    |
| 2016 | Battle Trip                           | KBS2           | Khách mời             | Cùng với I.O.I(Tập 4)                                                                     |
| 2016 | SNL Korea Season 7                    | tvN            | Host                  | Cùng với I.O.I(Tập 150)                                                                   |
| 2016 | Good Morning                          | KBS2           | Khách mời             | Cùng với I.O.I(Tập 14)                                                                    |
| 2016 | Sisters' Slam Dunk                    | KBS2           | Khách mời             | Cùng với I.O.I(Tập 6)                                                                     |
| 2016 | With You Season 2 — The Greatest Love | JTBC           | Khách mời             | Cùng với I.O.I(Tập 55)                                                                    |
| 2016 | Music Video Bank Stardust Season 2    | JTBC           | Khách mời             | Cùng với I.O.I(Tập 45)                                                                    |
| 2016 | Taxi                                  | tvN            | Khách mời             | Cùng với I.O.I(Tập 429, 430)                                                              |
| 2016 | Hello Counselor                       | KBS2           | Khách mời             | Cùng với Yoo-jung(Tập 278)                                                                |
| 2016 | Battle Trip                           | KBS2           | Khách mời             | Cùng với So-mi(Tập 11, 12)                                                                |
| 2016 | Man Who Feeds The Dogs                | Channel A      | Khách mời             | Cùng với Na-young, Chung-ha, So-hye, Yoo-jung, Do-yeon, So-mi(Tập 30 đến tập 38)          |
| 2016 | After School Club                     | Arirang TV     | Khách mời             | Cùng với Na-young, Chung-ha, So-hye, Yoo-jung, Do-yeon, So-mi(Tập 224)                    |
| 2016 | Hit The Stage                         | Mnet           | Khách mời             | Cùng với Na-young, So-hye, Yoo-jung, Do-yeon, So-mi(Tập 10)                               |
| 2016 | Music Video Bank Stardust Season 2    | KBS2           | Khách mời             | Cùng với Na-young, Chung-ha, So-hye, Yoo-jung, Do-yeon, So-mi                             |
| 2016 | Yu Hee-yeol's Sketchbook              | KBS2           | Khách mời             | Cùng với Na-young, Chung-ha, So-hye, Yoo-jung, Do-yeon, So-mi(Tập 333)                    |
| 2016 | MEET&GREET                            | Mnet           | Khách mời             | Cùng với Na-young, Chung-ha, So-hye, Yoo-jung, Do-yeon, So-mi                             |
| 2016 | MEET&GREET                            | Mnet           | Khách mời             | Cùng với Na-young, Chung-ha, Se-jeong, So-hye, Yeon-jung, Yoo-jung, Mi-na, Do-yeon, So-mi |
| 2016 | Weekly Idol                           | MBC every 1    | Khách mời             | Cùng với Na-young, Chung-ha, So-hye, Yoo-jung, Do-yeon, So-mi(Tập 266)                    |
| 2016 | I Can See Your Voice 3                | Mnet           | Khách mời             | Cùng với Na-young, Chung-ha, So-hye, Yoo-jung, Do-yeon, So-mi                             |
| 2016 | The Golden Bell Challenge             | KBS1           | Khách mời             | Na-young, Chung-ha, So-hye, Yoo-jung, Do-yeon, So-mi(Tập 835)                             |
| 2016 | STAR SHOW 360                         | MBC every 1    | Khách mời             | Cùng với Na-young, Chung-ha, So-hye, Yoo-jung, Do-yeon, So-mi(Tập 3)                      |
| 2016 | 양남자쇼 (YANG and NAM SHOW)          | Mnet           | Khách mời             | Cùng với Na-young, Chung-ha, So-hye, Yoo-jung, Do-yeon, So-mi(Tập 1)                      |
| 2016 | Immortal Song 2                       | KBS2           | Khách mời             | Cùng với I.O.I(Tập 278)                                                                   |
| 2016 | Non-Summit                            | JTBC           | Khách mời             | Cùng với So-mi(Tập 126)                                                                   |
| 2016 | Amigo TV                              | JTBC           | Khách mời             | Cùng với I.O.I                                                                            |
| 2017 | Oppa Thinking                         | MBC            | Nội bộ                | [ 19 ]                                                                                    |
| 2017 | Crazy Wardrobe                        | Giang Tô TV    | Diễn viên             | [ 20 ]                                                                                    |
| 2018 | Idol Producer                         | iQiyi          | Cố vấn khiêu vũ       | [ 21 ]                                                                                    |
| 2018 | Hi! Housemate                         | iQiyi          | Diễn viên             | [ 22 ]                                                                                    |
| 2019 | Yes,I do                              | iQiyi          | Diễn viên             | Người quan sát                                                                            |
| 2020 | Masked Dancing King                   | Giang Tô TV    | Thí sinh              |                                                                                           |
| 2020 | Inkigayo                              | SBS            | MC đặc biệt           | Tập 1074                                                                                  |
| 2021 | STAGE BOOM                            | iQiyi          | Thì sinh              | Thành viên Stage Boom                                                                     |
| 2021 | Flash Band                            | Chiết Giang TV |                       | Nhạc sĩ                                                                                   |
| 2022 | Yes,I do 3                            | iQiyi          | Diễn viên             | Thành viên                                                                                |
| 2022 | Memories Beyond Horizon               | Chiết Giang TV |                       | Nghệ sĩ Memories Beyond Horizon                                                           |
| 2023 | Our Summer 2                          | Sohu           |                       |                                                                                           |

### Radio
| Năm  | Ngày      | Kênh     | Tên                           | Ghi chú |
| 2018 | 5 tháng 6 | MBC FM4U | Jee Seok-jin's 2 O'Clock Date |         |

## Danh sách phim
Phim truyền hình
| Năm  | Tên tiếng Trung | Tên                             | Vai            | Bạn Diễn     |
| ---- | --------------- | ------------------------------- | -------------- | ------------ |
| 2020 | 大唐女法医      | Đại đường nữ pháp y             | Nhiễm Nhan     | Lý Trình Bân |
| 2020 | 有翡            | Hữu Phỉ                         | Lý Nghiên      |              |
| 2021 | 约定            | Ước định                        | Lý Hiểu Vinh   |              |
| 2022 | 影帝的公主      | Công chúa của ảnh đế            | Minh Vi        | Từ Chính Khê |
| 2024 | 他们的奇妙时光  | Thời khắc ký diệu của chúng tôi | Tống Linh Linh |              |
| 2024 | 小巷人家        | Người trong hẻm nhỏ             | Ngô San San    |              |
| 2024 | 蜀锦人家        | Thục cẩm nhân gia               | Ninh Đại       |              |

Phim điện ảnh
| Năm  | Tựa đề tiếng Việt          | Tựa đề tiếng anh | Tựa đề tiếng trung | Vai        | Bạn diễn |
| 2021 | Tháng năm rực rỡ bản Trung | Sunny Sisters    | 阳光姐妹淘         | Lý U Nhiên |          |

## Khác
Xem thêm thông tin: I.O.I , PRISTIN

### Hoạt động biểu diễn
| Năm  | Ngày        | Tên                               | Ghi chú                                     |
| 2014 | 26 tháng 12 | KBS Gayo Daechukje                | với San E, Raina, Im Na-young, Jung Eun-woo |
| 2016 | 10 tháng 1  | KBL NBA All-Star Game             | —                                           |
| 2016 | 26 tháng 3  | PRODUCE101 Du kích xướng nhạc hội | —                                           |

### Công diễn
| Năm  | Ngày       | Tên                           | Địa điểm | Ghi chú |
| 2016 | 15 tháng 8 | KOREA FANTASY - K-POP CONCERT |          |         |

### Buổi biểu diễn chương trình ca nhạc chính
Bài chi tiết: I.O.I
| Năm  | Ngày        | Kênh | Chương trình | Tiết mục | Ghi chú                                   |
| 2014 | 22 tháng 8  | KBS2 | Music Bank   | với Orange Caramel , Im Na-young, Kim Min Kyung, Minkyeung, Jung Eun Woo, Kang Ye Bin, Bae Sung Yeon, Park Xi-yeon (PLEDIS Girlz) |                                           |
| 2015 | 17 tháng 12 | Mnet | M Countdown  | | Cùng tất cả các thực tập sinh PRODUCE 101 |

### Buổi biểu diễn khác
| Năm  | Ngày         | Tên                | Ghi chú       |
| 2013 | 18 tháng 6   | SEVENTEEN TV mùa 3 | với Seventeen |
| 2013 | LIKE17 SHOW2 |                    | với Seventeen |

## Liên kết
- Chu Khiết Quỳnh trên Pledis Entertainment (tiếng Hàn)
- •Chu Khiết Quỳnh Weibo